# Héauville
Héauville é uma comuna francesa na região administrativa da Normandia, no departamento Mancha. Estende-se por uma área de 10,76 quilômetros quadrados. Em 2010 a comuna tinha 469 habitantes (densidade: 43,6 hab./km²).